# Terasa Cafenelei Noaptea
Terasa Cafenelei Noaptea (în franceză Terrasse du café le soir sau Terrasse de café sur la place du Forum) este o pictură în ulei pe pânză (80,7 cm × 65,3 cm) realizată de pictorul olandez Vincent Van Gogh la Arles, în perioada 9-16 septembrie 1888.

## Descriere
Este expusă la Kröller-Müller Museum din Otterlo.
Datorită celebrității pe care i-a dat-o această pictură, cafeneaua, care se numea la vremea aceea "Terrasse", a fost rebotezată "Café van Gogh". După 1990, când cafeneaua a fost restaurată, a fost zugrăvită în galben, spre a accentua asemănarea cu tabloul lui Van Gogh, deși în 1888 ea nu era galbenă, apărând astfel numai noaptea, datorită modului cum era iluminată. 